# Arnold von Hochstaden
Arnold von Hochstaden (teilweise auch von Honstaden) (* vor 1240; † nach 1254) war Burggraf und Marschall von Westfalen.

## Leben
Hochstaden war nicht mit Erzbischof Konrad von Hochstaden verwandt. Er war vielmehr Burggraf auf der Burg Hochsteden, die 1246 in den Besitz des Erzbischofs gekommen war.
Im Dienste des Erzbischofs war er zeitweise als Marschall von Westfalen der weltliche Vertreter von Konrad von Hochstaden im Herzogtum Westfalen. Hallenberg verdankte Arnold von Hochstaden die Stadtrechte nach 1240. Der Stadt Winterberg erteilte er um 1250 die Stadtrechte und ließ die Siedlung befestigen.
Im Jahr 1254 verlieh Konrad von Hochstaden Arnold das Burglehen Inveldt in Pfandbesitz.